# Navigation de surface

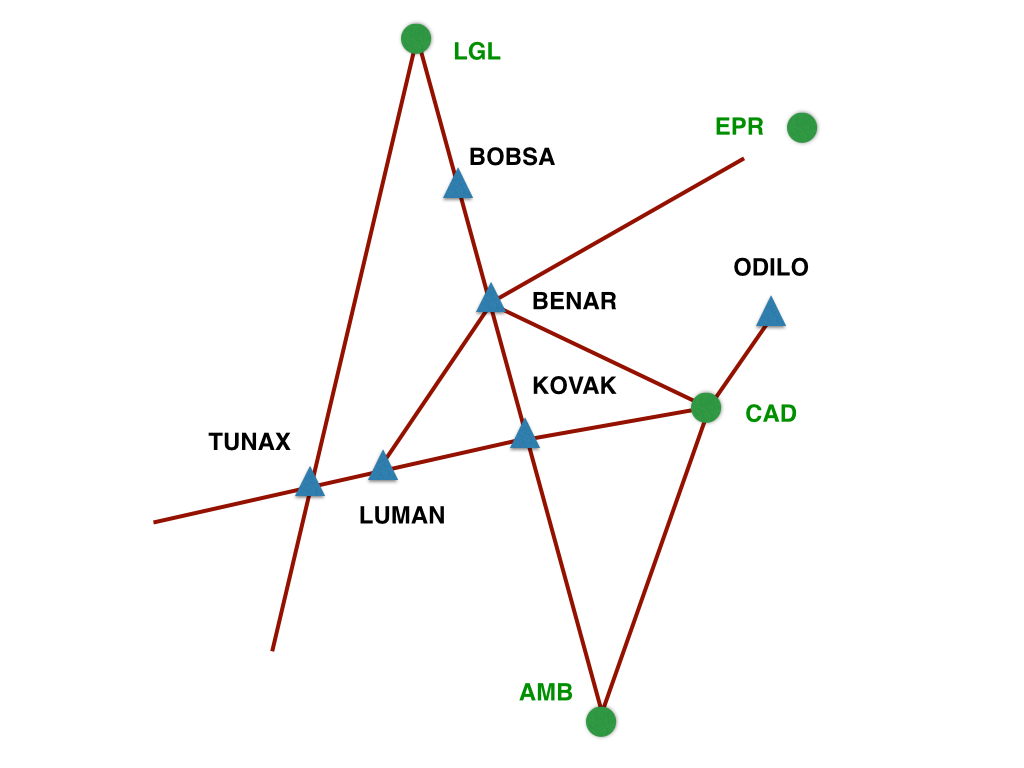
Exemple de points et de routes au sud-ouest de Paris pour accéder à Orly, Villacoublay ou Toussus.

La navigation de surface (RNAV) est une méthode de vol aux instruments permettant à un avion d'utiliser n'importe quelle trajectoire au sein d'un réseau de points (waypoints en anglais) plutôt que de naviguer directement entre des stations au sol (méthode conventionnelle), ce qui permet de fluidifier le trafic et d'optimiser les routes. Ce système a été développé aux États-Unis à partir des années 1960 et les premières routes ont été publiées dans les années 1970. Il a été popularisé avec le développement des systèmes de navigation par satellite.

## Points
Ces points peuvent être définis par des stations au sol (tels que VOR ou DME), des références issues d'un système de positionnement par satellites (tels que GPS ou GLONASS) ou d'instruments de bord à base de centrales à inertie. Ces points peuvent être survolés ou légèrement contournés s'il s'agit de rejoindre la branche suivante de la route. Ils sont définis par leurs coordonnées géographiques (latitude et longitude WGS84) et nommés selon un code :
- à 5 lettres (ex. ODILO),
- à 3 lettres s'ils sont colocalisés avec une station au sol (ex. CAD),
- alphanumérique dans des zones terminales (ex. PN617).

## Routes
En Europe, on distingue notamment :

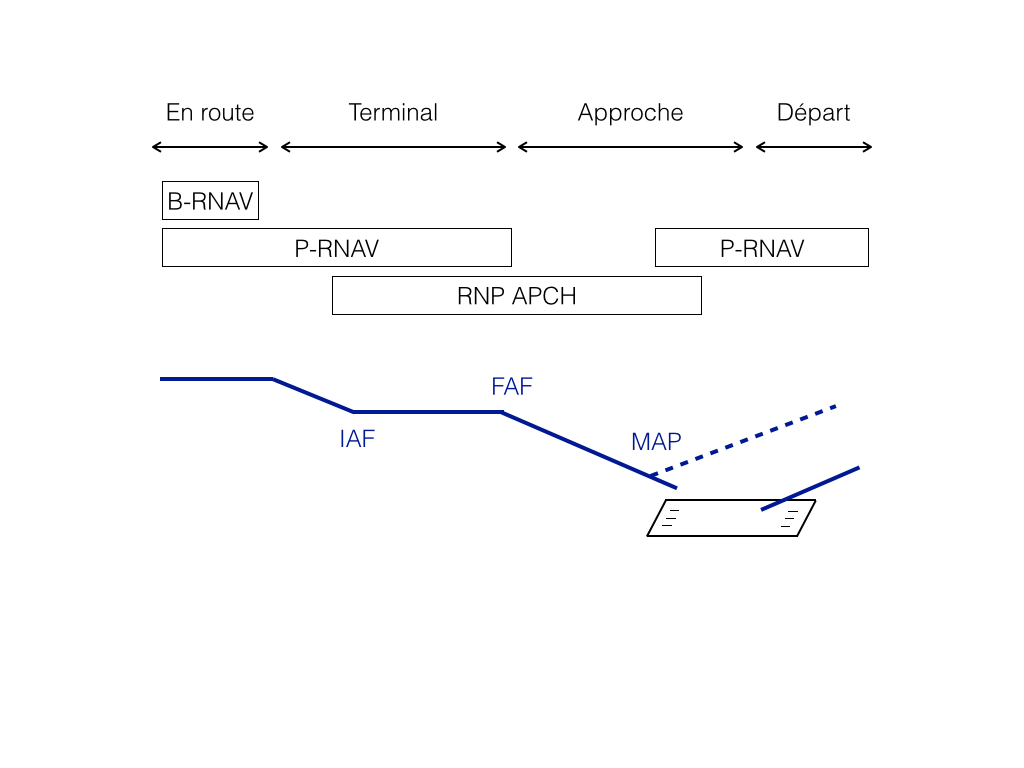
Les différentes phases d'un vol aux instruments en navigation de surface.

- la navigation de surface de base (B-RNAV ou RNAV 5) où une précision meilleure que 5 milles nautiques doit être garantie pendant 95 % du vol (typiquement pendant les phases de croisière dites en route),
- de la navigation de surface de performance (P-RNAV ou RNAV 1) où une précision meilleure que 1 mille nautique est exigée (typiquement pendant les phases terminales).

La B-RNAV est utilisée en Europe depuis 1998 et obligatoire pour les vols aux instruments au-dessus du niveau 115 depuis 2001.
De plus en plus de procédures de départs (SID), d'arrivées (STAR) et d'approches d'aérodromes sont définies et tendent à supplanter les procédures dites conventionnelles. Pour les approches finales, une précision de 0,3 mille nautique est requise selon une procédure RNP (RNP APCH ou RNP 0.3). Ces approches finales peuvent être :
- de non précision (NPA), sans guidage en altitude,
- de précision avec guidage vertical par système barométrique (APV - Baro),
- de précision avec guidage vertical par satellite (APV - SBAS).

## Note
1. ↑  Abréviation en anglais de Required navigation performance - approach.